# Challenger de Brazzaville 2024
El torneo Brazzaville Challenger 2024 fue un torneo de tenis perteneció al ATP Challenger Tour 2024 en la categoría Challenger 50. Se trató de la 1ª edición; el torneo tuvo lugar en la ciudad de Brazzaville (República del Congo), desde el 28 de octubre hasta el 3 de noviembre de 2024 sobre pista dura al aire libre.

## Jugadores participantes del cuadro de individuales
| Preclasificado | País                       | Jugador                    | Rank1 | Posición en el torneo |
| 1              | Bandera de Rumania         | Filip Cristian Jianu       | 213   | FINAL                 |
| 2              | Bandera de Argentina       | Santiago Rodríguez Taverna | 218   | Semifinales           |
| 3              | Bandera de Francia         | Calvin Hemery              | 233   | Cuartos de final      |
| 4              | Bandera de Venezuela       | Gonzalo Oliveira           | 277   | CAMPEÓN               |
| 5              | Bandera de Francia         | Corentin Denolly           | 306   | Cuartos de final      |
| 6              | Bandera de Zimbabue        | Benjamin Lock              | 344   | Segunda ronda         |
| 7              | Bandera de Costa de Marfil | Eliakim Coulibaly          | 406   | Semifinales           |
| 8              | Bandera de Francia         | Florent Bax                | 502   | Segunda ronda         |

- 1 Se ha tomado en cuenta el ranking del 21 de octubre de 2024.

### Otros participantes
Los siguientes jugadores recibieron una invitación (wild card), por lo tanto ingresan directamente al cuadro principal (WC):
- Filip Cristian Jianu
- JDhruva Mulye

Los siguientes jugadores ingresan al cuadro principal tras disputar el cuadro clasificatorio (Q):
- Lawrence Bataljin
- Dragoș Cazacu
- Matteo Covato
- Julien De Cuyper
- Yuvan Nandal
- Yam Chun-ming

## Campeones

### Individual Masculino
- Gonzalo Oliveira derrotó en la final a  Filip Cristian Jianu por 6–4, 6–3

### Dobles Masculino
- Florent Bax /  Karan Singh derrotaron en la final a  Simone Agostini /  Alec Beckley por 7–5, 6–1